# Victor Vervloet (auteur)
Victor Vervloet (Putte, 29 maart 1904 - Meulebeke, 22 september 1990) was een Vlaams schrijver.

## Levensloop
Victor Vervloet werd geboren als derde in een gezin met zes kinderen. Bij het uitbreken van de Eerste Wereldoorlog week het gezin uit naar Nederland en woonde in Nijmegen tot op het einde van de oorlog. Na terugkeer studeerde hij aan het Sint-Romboutscollege in Mechelen en nadien een jaar aan een mijnschool in Marchienne-Docherie. Hij werkte vervolgens een tijd als mijnwerker. Hij maakte in de mijn een instorting mee die hem inspireerde tot het mijnrampverhaal in Gods Rechterhand, zijn priesterroman.
Hij ging daarna weer studeren: een jaar in de normaalschool van Mechelen-aan-de-Maas en twee jaar aan de katholieke normaalschool in Mechelen, waar hij in 1926 het onderwijzersdiploma behaalde. Gedurende twee jaar was hij leraar aan het Sint-Romboutscollege in Mechelen.
Gevolg gevend aan de oproep van het Ministerie van Koloniën om in Congo te gaan werken, volgde hij in Brussel een cursus tropische geneeskunde en vertrok naar het toenmalige Belgisch-Congo met een driejarig contract als gezondheidsbeambte in de strijd tegen de slaapziekte. Hij werd in Matadi ingezet in de bestrijding van de gele koorts, de pokken en de slaapziekte. Zijn Congo-ervaringen inspireerden hem tot het schrijven van zijn roman De smeltkroes.
In 1931 keerde hij terug naar het onderwijs in het Sint-Romboutscollege in Mechelen en daarna gedurende vele jaren in de gemeentelijke jongensschool in Emblem bij Lier. In 1940 trouwde hij met Anna Verlinden, onderwijzeres uit Lier. Ze stierf na een langdurige ziekte. Na zijn oppensioenstelling in 1967 verhuisde Vervloet naar West-Vlaanderen, eerst naar Pittem, vervolgens naar Tielt. In 1967 hertrouwde hij met Paula Sagaert uit Pittem, lerares aan de vrije normaalschool in Tielt. Beide huwelijken bleven kinderloos.
Na de Tweede Wereldoorlog begon Vervloet korte verhalen te publiceren in tijdschriften, dag-, week- en maandbladen. Het werden er meer dan vierhonderd, verschenen in o.a. De Antwerpse Gids, De Boer, 't Fonteintje, Toren, De Rozenkrans, IJverige Missiebietjes, Christene School, De Volksmacht, Het Soldatenblad, K.A.J.-blad, Kruis en Liefde, Ploeg en Kruis en Averbode's weekblad.
In 1957 verscheen zijn eerste roman, een lijvige Congoroman onder de titel De smeltkroes. Het was het verhaal van een jonge ingenieur die naar Belgisch-Congo vertrok om zijn ex-vrouw te ontlopen. Daar gedroeg hij zich in een sfeer van geweld, racisme, seksisme en alcoholisme. De volgende romans waren: Gods Rechterhand (een priesterroman, 1966), De Olmenhoeve (1968), Ontknoping te Middernacht (1981) en Inneke (1982).

## Publicaties
- De smeltkroes, roman, Averbode, Uitg. Altiora, 1957.
- De getekende, Congoroman, Leuven, Davidsfonds, 1964.
- Gods rechterhand, priesterroman, Tongerlo, Sint-Norbertusdrukkerij, 1966.
- De Olmenhoeve, roman, , Mechelen, Sinfra, 1968.
- Avonturen in Andorra, jeugdroman, Averbode, De Goede Pers, 1980.
- De ontknoping te Middernacht, feuilleton in Het Belang van Limburg, 1981.
- Inneke, feuilleton in Het Belang van Limburg, 1982.